# Synovite villonodulaire
 (juillet 2018).
 Mise en garde médicale
La synovite villonodulaire est une pathologie entraînant une prolifération de la synoviale.
Il en existe deux formes :
- La synovite villonodulaire pigmentée (SVNP) ;
- La tumeur à cellules géantes des gaines tendineuses (TCGGT).

Bien que ces deux noms soient très différents, ces deux formes partagent la même histologie, avec une mise en évidence par coloration par CD68, HAM56, et vimentine.
Elles sont parfois évoquées ensemble,,.